# Stefan Schmidtke

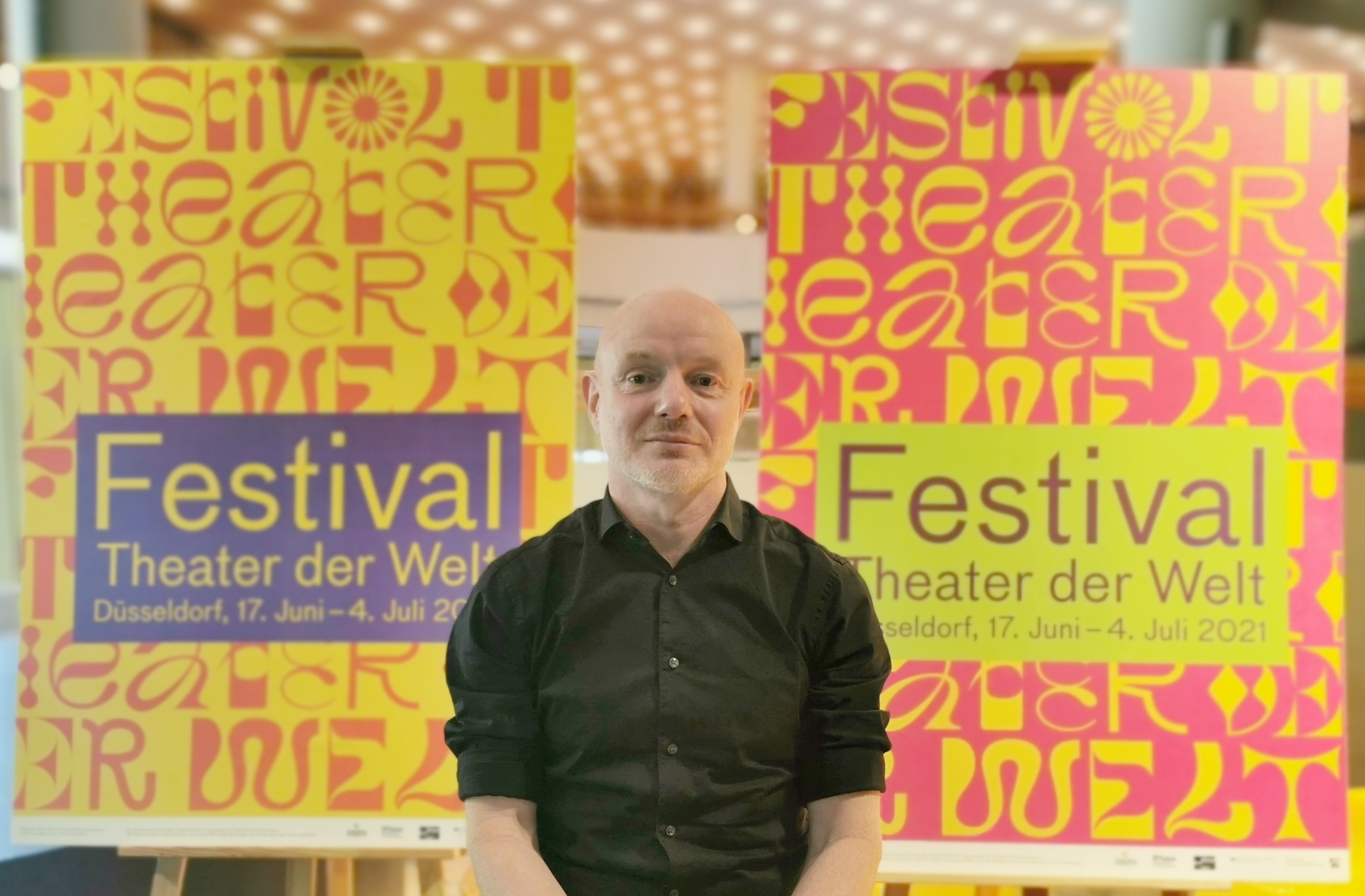
Stefan Schmidtke

Stefan Schmidtke (* 1968 in Döbeln) ist ein deutscher Dramaturg, Übersetzer und Kulturmanager. Im Jahr 2015 fungierte er als Kurator Schauspiel der Wiener Festwochen. Seit dem 1. Dezember 2021 ist er Geschäftsführer der Kulturhauptstadt Europas Chemnitz 2025 GmbH.

## Leben und Werk
Schmidtke arbeitete nach dem Abitur als Regieassistent, unter anderem am Thalia Theater Halle und an der Volksbühne Berlin, sowie für das Fernsehen der DDR, später für ARD und ZDF. Von 1992 bis 1996 absolvierte er ein Regiestudium an der Russischen Theaterakademie Moskau. Danach erhielt er ein Engagement im Team der BARACKE am Deutschen Theater Berlin. 1999 folgten eigene Regiearbeiten in Moskau, Omsk und St. Petersburg. Ab 2000 fungierte Schmidtke als Kurator und Leiter der Sommerakademie des „Festivals Theaterformen“ in Niedersachsen und von 2011 bis 2014 auch als Leitender Dramaturg am Düsseldorfer Schauspielhaus. Seit 2001 arbeitet er als freier Dramaturg am Schauspiel des Staatstheater Stuttgart und als Kurator und Leiter der Veranstaltungsreihe „forumfestwochen ff“ der Wiener Festwochen.
2015 ist Schmidtke für das Schauspielprogramm der Wiener Festwochen verantwortlich. Er wird auch 2016 als Leitender Dramaturg die Programmierung von Marina Davydova unterstützen und ab 2017 dem Team von Intendant Tomas Zierhofer-Kin angehören.
Stefan Schmidtke hat Sommerwespen im November von Iwan Wyrypajew aus dem Russischen übersetzt sowie eine Reihe von Werken Jewgenij Grischkowez’.
Im September 2018 wurde er als Programmdirektor des alle drei Jahre in wechselnden Städten stattfindenden Festivals Theater der Welt 2020 in Düsseldorf vorgestellt, nachdem der ursprünglich dafür vorgesehene Christophe Slagmuylder diese Verpflichtung nach Übernahme der Intendanz der Wiener Festwochen 2019 abgab.
Im September 2021 wurde bekannt gegeben, dass sich Aufsichtsrat und Findungskommission der „Kulturhauptstadt Europas Chemnitz 2025 GmbH“ aus ca. 40–50 Bewerbern einstimmig für Schmidtke als Geschäftsführer entschieden haben.